# Selzach
Selzach (nom français : Saulcy) est une commune suisse du canton de Soleure, située dans le district de Lebern.

Vue aérienne (1949)

## Tourisme
- La colonie de cigognes d'Altreu

## Transport
- Sur la ligne ferroviaire Bienne-Soleure-Zurich
- Débarcadère pour les bateaux naviguant sur l'Aar de Bienne à Soleure
- Bac pour piéton, permet de passer de l'autre côté de l'Aar

## Histoire de la commune
La commune de Selzach (Saulcy) a été habitée très tôt, comme en témoignent les nombreuses découvertes et fouilles des périodes celtique et romaine. La première mention documentaire du lieu date de 1181 sous le nom de Selsacho ; en 1228, le nom français Scigie fut transmis. Plus tard, les noms Selzach (1268), Sauci (1275), Selsago (1279) et Saucy (1356) apparaissent. Le nom du lieu remonte au nom latin Saltius ou Salacius et signifie donc propriété de Saltius/Salacius.
Saulcy appartenait aux seigneurs du Strassberg depuis le Moyen Âge, mais aussi à la Sankt-Ursen-Stift de Soleure et aux comtes de Neuenburg-Nidau qui possédaient de riches domaines sur le territoire municipal. Lorsque la domination d'Altreu fut séparée de celle de Strassberg en 1309, Saulcy vint à Altreu et partagea son destin. En 1375, le village fut touché par les raids des Gugler. Avec Altreu, le village passa sous la domination de Soleure en 1389 et fut affecté au bailliage de Lebern en 1393, formant un district judiciaire.
Après la chute de l'Ancien Régime (1798), Saulcy appartenait au district administratif de Soleure pendant la période helvétique et de 1803 au district de Lebern. Saulcy s'est fait connaître au-delà de sa région en 1895 avec les Selzach Passion Plays, qui ont été jouées chaque année jusqu'à la Seconde Guerre mondiale. Le renouveau culturel du théâtre de la Passion a été initié en 1989. Enfin, les Jeux d'été de Saulcy ont eu lieu ici tous les deux ans.

## Patrimoine bâti
- Eglise catholique de l'Assomption (Mariä Himmelfahrt), l'une des rares église du gothique flamboyant conservées dans le canton de Soleure. Clocher de 1457, nef et chœur polygonal de 1514-1559, transformation intérieure en 1867-1868 avec seconde tribune et plafond lambrissé cintré. Mobilier de style néogothique, trois autel ornés de tableaux de Melchior Paul von Deschwanden. Rénovation 1996[3].

- Théâtre du Jeu de la Passion 1895, construction en bois, agrandie en 1913[3].

- La laiterie-fromagerie Heimatstil a servi de modèle pour celle de la commune de Belfaux en 1909.